# Marko Bošnjak (Sänger)
Marko Bošnjak (* 11. Januar 2004 in Mostar, Bosnien und Herzegowina) ist ein bosnisch-kroatischer Popsänger. Er war der Vertreter Kroatiens beim Eurovision Song Contest 2025 mit dem Song Poison Cake.

## Biografie
Marko Bošnjak sang in seiner Kindheit im Kirchenchor, wo sein Gesangstalent entdeckt wurde. Er gewann zahlreiche Musikwettbewerbe, unter anderem mit 12 Jahren die Kinder-Castingshow Pinkove Zvezdice in Serbien. Mit 18 Jahren nahm er erstmals am Dora-Festival teil, bei dem in Kroatien der Teilnehmer am Eurovision Song Contest ermittelt wird. Mit dem Lied Moli za nas belegte er 2022 Platz 2. Im Jahr darauf erhielt er den Porin als bester neuer Künstler.
Nachdem Baby Lasagna beim ESC 2024 mit Platz 2 den größten Erfolg für Kroatien in der Geschichte des Wettbewerbs erreicht hatte, unternahm Bošnjak beim Dora 2025 einen zweiten Anlauf. Mit dem Song Poison Cake erreichte er für Kroatien wieder das Finale. Beim Zuschauervoting belegte er nur Platz 4, lag aber bei den Jurys mit Abstand vorne und sicherte sich damit Platz 1. Er vertrat Kroatien beim Eurovision Song Contest 2025, schied aber im Halbfinale aus. Nach der Finalshow erreichte er vor den größten Konkurrenten in den kroatischen Charts Platz 1.

## Diskografie
Lieder
- Moli za nas (2022)
- Pjesma za kraj (2022)
- Spokojan (2023)
- Nema (2023)
- Pusti me (2024)
- Asfalt (2024) (mit Iva Lorens)
- Takav dan (2024)
- Zdravo budi mladi kralju (2024)
- Poison Cake (2025)